# Slittino ai XIV Giochi olimpici invernali
Ai XIV Giochi olimpici invernali di Sarajevo (Jugoslavia), vennero assegnati tre titoli olimpici nello slittino.

## Podi

### Uomini
| Evento                      | Oro                                               | Tempo    | Argento                                              | Tempo    | Bronzo                                     | Tempo    |
| Singolo maschile (dettagli) | Paul Hildgartner                                  | 3'04"258 | Sergej Danilin                                       | 3'04"962 | Valerij Dudin                              | 3'05"012 |
| Doppio maschile (dettagli)  | Germania Ovest Hans Stangassinger Franz Wembacher | 1'23"620 | Unione Sovietica Evgenij Belousov Aleksandr Beljakov | 1'23"660 | Germania Est Jörg Hoffmann Jochen Pietzsch | 1'23"887 |

### Donne
| Evento                       | Oro           | Tempo    | Argento         | Tempo    | Bronzo   | Tempo    |
| Singolo femminile (dettagli) | Steffi Martin | 2'46"570 | Bettina Schmidt | 2'46"873 | Ute Weiß | 2'47"248 |

## Medagliere
| Posizione | Paese            |   |   |   | Totale |
| --------- | ---------------- | - | - | - | ------ |
| 1         | Germania Est     | 1 | 1 | 2 | 4      |
| 2         | Germania Ovest   | 1 | 0 | 0 | 1      |
| 2         | Italia           | 1 | 0 | 0 | 1      |
| 4         | Unione Sovietica | 0 | 2 | 1 | 3      |
| Totale    | Totale           | 3 | 3 | 3 | 9      |